# Nowiny Raciborskie
Nowiny Raciborskie – najstarszy tytuł prasowy Raciborszczyzny. Założycielem czasopisma był Jan Karol Maćkowski, a redaktorami m.in. Józef Rostek i Wacław Rzepecki.

## Historia

### Od 1889
Pismo zostało założone w 1889 roku z inicjatywy Józefa Rostka, a jego redaktorem naczelnym został zaproszony z Wielkopolski Jan Maćkowski. Osiągnęło ono w 1892 roku nakład 3 tys. egzemplarzy, a w 1894 5 tysięcy. Z inicjatywy redakcji gazety na Górnym Śląsku zorganizowano akcję zbierania podpisów pod petycją domagającą się uwzględnienia języka polskiego w nauczaniu szkolnym, pod którą podpisało się prawie 100 tysięcy Ślązaków. W 1894 roku z powodu licznych procesów oraz kar więzienia wytaczanych redakcji "Nowin" z funkcji naczelnego zrezygnował Maćkowski. W ciągu 3 lat funkcjonowania gazety wytoczono mu 15 procesów w wyniku których 8 miesięcy spędził w więzieniu oraz zapłacił 5 tysięcy marek kar oraz kosztów sądowych. Po jego odejściu funkcję red. naczelnego objął Jan Eckert związany z "Katolikiem". Pismo kupił za posag ze ślubu ze Stefanią Kaszad. Z czasem czasopismo przyjęło łagodniejszą linię publicystyki i stało się częścią koncernu prasowego stworzonego przez Karola Miarkę.
Po plebiscycie, kiedy Racibórz pozostał w Niemczech zaniechano ich wydawania.

### Po 1992
- Po wznowieniu wydawania Nowin Raciborskich redakcję tworzyli:

redaktor naczelna - Iwona Weryńska, 
sekretarz redakcji – Andrzej Derwisz, 
dziennikarze – Arkadiusz Gruchot, Marek Jakubiak, Bolesław Wołk, Katarzyna Gruchot, 
redaktor techniczny – Jacek Dziewior, 
sekretarka – Maria Łatka.
- W 1994 r. nowym redaktorem naczelnym została Gabriela Lenartowicz.
- 14 października 1995 siedziba redakcji przenosi się z ulicy Solnej na Podwale.
- W 1998 Nowiny Raciborskie zdobyły nagrodę główną w IV Konkursie dla niezależnej prasy lokalnej, zorganizowanym przez Fundację na rzecz Demokracji w Europie Wschodniej.
- 2 czerwca 1999 Grzegorz Wawoczny zostaje redaktorem naczelnym Nowin Raciborskich, był nim do lipca 2008, obowiązki redaktora naczelnego przez pewien czas pełniła Katarzyna Gruchot, później Adrian Czarnota. Obecnym redaktorem naczelnym jest Mariusz Weidner.
- W maju 2002 redakcja Tygodnika przenosi się z Podwala do kamienicy przy Zborowej 4.
- Od grudnia 1997 Nowiny Raciborskie ukazują się w formacie A3, wcześniej wydawane były w formacie A4.
- Od 2005 roku Nowiny Raciborskie wydają regionalny portal informacyjny Nowiny.pl. Od momentu powstania portalu aż do czerwca 2023 r. redaktorem naczelnym był Paweł Okulowski. Obecnym redaktorem naczelnym jest Wojciech Żołneczko.

„Nowiny Raciborskie” drukowane są od 1992 roku i ukazują się w każdy wtorek w nakładzie ok. 10.000 egz. Obecnie Tygodnik swym zasięgiem obejmuje powiat raciborski (Gminy: Racibórz, Krzyżanowice, Krzanowice, Kornowac, Pietrowice Wielkie, Nędza, Rudnik, Kuźnia Raciborska). Obszar dystrybucji zamieszkuje ok. 120 tys. osób. Według badań czytelnictwa przeprowadzonych przez Lokalne Badania Społeczne we współpracy ze Stowarzyszeniem Gazet Lokalnych Nowiny Raciborskie są najpoczytniejszą gazetą w powiecie raciborskim. Cotygodniowy, rzetelny serwis informacyjny z regionu ukazuje się w objętości 48-56 stron. „Nowiny Raciborskie” są również liderem na rynku reklamy prasowej.

### W dobie mediów internetowych
Obecnie Wydawnictwo Nowiny Sp. z o.o. w Raciborzu wciąż wydaje drukowane gazety: płatne tygodniki "Nowiny Raciborskie" i "Nowiny Wodzisławskie", bezpłatne miesięczniki "Magazyn Rybnicki Nowiny.pl", "Nowiny Jastrzębskie", "Nowiny Żorskie", kwartalnik "Agro Nowiny".
Wraz z rozwojem mediów internetowych, w portfolio Wydawnictwa Nowiny znalazły się również portale:
- Nowiny.pl (zasięg oddziaływania: powiaty raciborski, rybnicki, wodzisławski, Jastrzębie-Zdrój, Rybnik, Żory),
- Jastrzębie Online (zasięg: Jastrzębie-Zdrój),
- eŻory.pl (zasięg: Żory),
- serwisy tematyczne: Agro Nowiny (pogranicze województw śląskiego i opolskiego, tematyka związane z rolnictwem i życiem na wsi), HistoriON (serwis o tematyce historycznej, nie ograniczony lokalnie, choć czerpiący z historii lokalnej Śląska), a także portal poświęcony rynkowi pracy.

Portal Nowiny.pl wygrał konkurs SGL Local Press 2024 na gazetę/portal lokalny roku.